# Malut United Fotbal Club
Maluku Utara United Fotbal Club (cunoscut și sub numele de Malut United) este o echipă de fotbal indoneziană cu sediul în Ternate, Maluku de Nord. Această echipă concurează în Liga 1 a Indoneziei.

## Istoric

### Putra Delta Sidoarjo (2021-2023)
La vremea respectivă clubul se numea Putra Jombang, după ce a fost achiziționat, clubul și-a schimbat numele în Putra Delta Sidoarjo. PDS a fost înființată în 2021, PDS a făcut debutul cu clubul în fotbalul indonezian, alăturându-se în Liga 3 de nivel trei în 2021.
Realizarea obținută în primul sezon al PDS participând în Liga 3 a fost sferturile de finală înainte de a fi învins de Persewangi Banyuwangi cu scorul de 1:2.
Chiar și așa, PDS s-a calificat în continuare în faza națională deoarece Java de Est a primit o cotă de 8 echipe în acea fază.
În turul preliminar al fazei naționale, PDS s-a alăturat grupei D alături de Benteng Harapan Bangsa din Bengkulu, Gasliko Limapuluh Kota din Sumatra de Vest și Persikutim East Kutai din Kalimantan de Est.
PDS a ieșit ca campioni grupei D cu 7 puncte din două victorii și un egal. În optimile de finală, PDS a fost alăturat în Grupa R cu Persida Sidoarjo, care a venit din aceeași provincie cu PDS, Karo United (acum Sada Sumut) din Sumatra de Nord și Persikasi Bekasi din Java de Vest.
PDS a ieșit din nou câștigătoare de grupă, cu aceleași rezultate ca în runda precedentă. În optimile de finală, PDS s-a alăturat Grupei CC cu Persipa Pati din Central Java și Persikota Tangerang și Farmel (acum Adhyaksa Fotbal Club) din Banten.
Drept urmare, PDS s-a calificat în semifinale, precum și pentru promovarea în Liga 2 în sezonul următor.
În runda semifinală, PDS a reușit să-l învingă pe Mataram Utama (acum Nusantara United) cu scorul de 6:1, dar în runda finală a pierdut cu Karo United la penalty-uri după ce a remizat cu scorul de 3:3 în runda normală și prelungiri.

### Malut United (2023-prezent)
La 30 ianuarie 2023, antreprenorul minier David Glenn a cumpărat proprietatea Putra Delta Sidoarjo prin compania sa Mineral Trobos cu nou-înființatul Malut Maju Sejahtera.
În același timp, echipa s-a mutat de la Sidoarjo la Sofifi din Maluku de Nord și și-a schimbat numele în Malut United cu scopul de a dezvolta fotbalul într-o zonă cunoscută pentru jucători talentați, dar nicio echipă profesionistă de fotbal care concurează în cea mai înaltă divizie din Indonezia. În primii câțiva ani, Malut United avea sediul pe stadionul Gelora Kie Raha din Ternate și plănuia să-și construiască propriul stadion în Sofifi.
Pentru a pregăti echipa care va apărea în Liga 2 pentru sezonul 2023-24, conducerea a contractat 13 jucători, dintre care majoritatea au venit din Maluku și Maluku de Nord și ca antrenor pe Imran Nahumarury. În turul preliminar, Malut United s-a alăturat grupei 2 cu alte șase echipe dintr-un total de 28 de echipe care concurează în acel sezon.
Dintre cele 12 meciuri, Malut United s-a clasat pe locul al doilea și s-a calificat în turul campionatului cu FC Bekasi City ca câștigătoare a grupei și PSIM Yogyakarta care a fost clasat pe locul al treilea. În turul campionatului, Malut United s-a alăturat grupei Y cu FC Bekasi City și două echipe din Java de Est, și anume Deltras și Persela Lamongan.
Obținerea a 10 puncte din șase meciuri a făcut ca Malut United să se califice în semifinale ca câștigătoare a grupei Y. În semifinale, Malut United a întâlnit Semen Padang din grupa X în aceeași rundă, dar a pierdut cu un scor total de 2:1. Apoi, Malut United a întâlnit-o pe Persiraja Banda Aceh în barajul pentru promovare și a reușit să învingă echipa din Aceh cu un scor total de 3:2, precum și promovarea în Liga 1 pentru prima dată în istorie.

## Steme

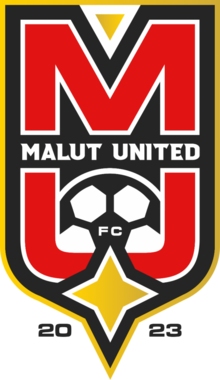
2023-actual

## Palmares

### Parcursul Național
| \| Sezon \| Nivel \| Divizie \| Poziție \| Note \| Cupa Indonezia \| \| ------- \| ----- \| ---------------- \| ------- \| ----------------------- \| -------------- \| \| 2024–25 \| 1 \| Liga 1 \| \| \| - \| \| 2023–24 \| 2 \| Liga 2 \| 3 (P) \| ca Malut United \| - \| \| 2022–23 \| 2 \| Liga 2 Indonezia \| 7 (RE) \| Sezonul s-a oprit \| - \| \| 2021–22 \| 3 \| Liga 3 \| 2 (FN) \| ca Putra Delta Sidoarjo \| - \| |       |                  |         |                         |                |
| Sezon | Nivel | Divizie          | Poziție | Note                    | Cupa Indonezia |
| 2024–25 | 1     | Liga 1           |         |                         | -              |
| 2023–24 | 2     | Liga 2           | 3 (P)   | ca Malut United         | -              |
| 2022–23 | 2     | Liga 2 Indonezia | 7 (RE)  | Sezonul s-a oprit       | -              |
| 2021–22 | 3     | Liga 3           | 2 (FN)  | ca Putra Delta Sidoarjo | -              |

## Lot de jucători
La 10 august 2024.
| Nr. |            | Poziție | Jucător             |
| --- | ---------- | ------- | ------------------- |
| 1   | Indonezia  | P       | Muhammad Ridwan     |
| 3   | Indonezia  | F       | Bagus Nirwanto      |
| 4   | Indonezia  | F       | Rio Saputro         |
| 5   | Indonezia  | F       | Saddam Hi Tenang    |
| 6   | Indonezia  | M       | Ahmad Baasith       |
| 7   | Portugalia | M       | Adriano Castanheira |
| 8   | Indonezia  | M       | Ichlasul Qadri      |
| 9   | Paraguay   | A       | Diego Martínez      |
| 10  | Indonezia  | M       | Ilham Armaiyn       |
| 11  | Indonezia  | M       | Rifal Lastori       |
| 12  | Indonezia  | M       | Yakob Sayuri        |
| 13  | Japonia    | M       | Tatsuro Nagamatsu   |
| 14  | Indonezia  | M       | Riki Togobu         |
| 15  | Indonezia  | M       | Finky Pasamba       |
| 16  | Armenia    | M       | Wbeymar Angulo      |
| 18  | Indonezia  | F       | Wahyu Prasetyo      |
| 19  | Indonezia  | M       | Pramoedya Putra     |
| 20  | Indonezia  | M       | Rafly Selang        |
| 21  | Indonezia  | M       | Frets Butuan        |

| Nr. |                            | Poziție | Jucător             |
| --- | -------------------------- | ------- | ------------------- |
| 22  | Indonezia                  | A       | Hari Nur Yulianto   |
| 23  | Indonezia                  | F       | Yance Sayuri        |
| 24  | Indonezia                  | A       | Aaron Yekti         |
| 25  | Indonezia                  | F       | Irsan Lestaluhu     |
| 27  | Indonezia                  | F       | Safrudin Tahar      |
| 28  | Indonezia                  | M       | Aditya Putra Dewa   |
| 31  | Indonezia                  | P       | Rifky Tofani        |
| 32  | Argentina                  | M       | Jorge Correa        |
| 33  | Indonezia                  | M       | Darel Valentino     |
| 37  | Indonezia                  | F       | Firman Ramadhan     |
| 41  | Brazilia                   | F       | Cássio Scheid       |
| 46  | Indonezia                  | F       | Fredyan Wahyu       |
| 69  | Indonezia                  | M       | Manahati Lestusen   |
| 71  | Indonezia                  | P       | Muhammad Fahri      |
| 80  | Statele Unite ale Americii | A       | Victor Mansaray     |
| 88  | Indonezia                  | M       | Alwi Slamat         |
| 96  | Indonezia                  | P       | Aldhila Ray Redondo |
| 99  | Indonezia                  | A       | Yandi Sofyan        |

### Jucători împrumutați
| Nr. |  | Poziție | Jucător |
| --- |  | ------- | ------- |

| Nr. |  | Poziție | Jucător |
| --- |  | ------- | ------- |